# شناص
 شناص  بالفارسية ( روستاى شناس )، قرية صغيرة تتبع البلدة المركزية (بالفارسية: بخش مرکزی شهرستان بندر لنگه) من توابع مدينة لنجة وتقع في محافظة هرمزگان في جنوب إيران. تقع على ساحل الخليج العربي، وترتفع عن سطح البحر حوالي 29 متراً وتقع في غرب مدينة لنجة.

## حدود قرية شناص
حدود قرية شناص: من الشمال: صحراء قرية جنكل، من الجنوب الخليج العربي، ومن الغرب قرية ملو، ومن الشرق تنتهي بقرية جشة.

## السكان
يبلغ عدد سكان قرية شناص حسب تعداد السكان لعام 2006 للميلاد، (1717) نسمه تشكل (500 عائلة)، من أهل السنة والجماعة وعلى المذهب الشافعي.
سكان هذه القرية من الأصول العربية العريقة حيث انهم يتحدثون اللغة العربية ويتكونون من عدة قبائل ومن ابرزها قبيلة المرازيق وقبيلة آل علي.
لهم عدة مساجد، ومدرسة، وعيادة صحية صغيرة، وبركتان لحفظ مياه الأمطار، وميناء بحري صغير.
يقوم السكان بالتجارة وصيد الأسماك والزراعة، وتربية المواشي والأغنام.
جديرٌ بالذكر ان عدة عوائل من القرية انتقلت بعد سقوط حكم القواسم في لنجه خوفاً من التوسع الفارسي واستقرو في عدة إمارات من إمارات الساحل المتصالح.

## مساجد شناص
- مسجد جامع الكبير.
- مسجد أبوبکر الصدیق«رضی الله عنه».
- مسجد ایوب.
- مسجد حاج احمدتم اعادة بناءه في علم2019 .
- مسجد علي بن ابی طالب.
- مسجد ملا عبدالكريم رحماني رحمه الله (رحمه الله عليه)